# Parantipathes tetrasticha
Parantipathes tetrasticha is een Antipathariasoort uit de familie van de Schizopathidae. De wetenschappelijke naam van de soort is voor het eerst geldig gepubliceerd in 1868 door Pourtalès.